# 因库迪内
因库迪内（義大利語：Incudine），是意大利布雷西亚省的一个市镇。总面积20平方公里，人口407人，人口密度20.4人/平方公里（2009年）。国家统计（ISTAT）代码为017083。